# Йылдызчыкъ—Зірочка
«Йылдызчикъ—Зірочка» (рус. Звездочка) — двуязычный крымскотатарский и украинский детский журнал, выходивший в Симферополе в 1998—2003 годах.

## Описание
Первый номер вышел в октябре 1998 года при финансовой поддержке Международного фонда «Возрождение», распространялся бесплатно. Третий номер вышел в марте 2001 года. Впоследствии выходил 4 раза в год, последний номер вышел в марте 2003 года. Журнал печатало издательство «Доля» тиражом около 5000 экземпляров.
В дальнейшем выходил как приложение к журналу «Йылдыз» тиражом в 1000 экземпляров, доступных только подписчикам издания.
Главным редактором и основателем журнала был писатель и журналист Валерий Басыров, среди инициаторов издания был поэт Нузет Умеров, также в создании журнала участвовали Даниил Кононенко и Аблязиз Велиев.
Среди рубрик журнала были «В мире сказок», «Проба пера», «Школьные улыбки», «Скороговорки». Благодаря рубрике «Словарь дружбы» дети могли постепенно учить крымскотатарский язык. На более позднем этапе приложения к журналу «Йылдыз» существовали следующие рубрики: «Къартанамнынъ сырлы сандыгъы» («Из бабушкиного сундука»), «Йылдызчикънынъ мусафири» («Гости Звёздочки»), «Бизим байрамларымыз»(«Наши праздники»), «Эдеп къаиделери» («Правила воспитания»), «Пек меракълы» («Очень интересно»), «Тылсымлы боялар» («Волшебные краски»), «Оюнлар» («Игры»).

## Литературе
- Гульнара Усеинова. На страницах детского журнала «Йылдызчыкъ — Зірочка» // Голос Крыма. — 2000. — 24 ноября. — С. 6.